# Codi ATC R06
El  codi ATC R06, descrit com Antihistamínics per a ús sistèmic, és una subgrup terapèutic de l'Anatomical, Therapeutic, Chemical Classification System (ATC). La classificació ATC és un sistema de codis alfanumèric desenvolupat per l'Organització Mundial de la Salut (OMS) per als fàrmacs i altres productes sanitaris. El subgrup R06 és part del grup anatòmic R Sistema respiratori.

Els codis per a ús veterinari (codis ATCvet) poden han estat creats afegint la lletra Q davant dels codis ATC humans: QR06... 
Les adaptacions estatals de la classificació ATC poden incloure codis addicionals no presents en aquesta llista, que segueix la versió de l'OMS.

## R06A Antihistamínics per a ús sistèmic
R06A A Aminoalquil èters
R06A B Alquilamines substituïdes
R06A C Etilendiamines substituïdes
R06A D Derivats de la fenotiazina
R06A I Derivats de la piperazina
R06A K Combinacions d'antihistamínics
R06A X Altres antihistamínics per a ús sistèmic